# Lars-Erik Lallerstedt
Lars-Erik Lallerstedt, född 28 maj 1910 i Stockholm, död 1 mars 1978 på Mallorca, var en svensk arkitekt. Han var son till arkitekten Erik Lallerstedt och far till formgivaren Lars Lallerstedt och kocken Erik Lallerstedt.

## Biografi
Lallerstedt avlade arkitektexamen vid Kungliga Tekniska högskolan i Stockholm 1936. Tillsammans med fadern ritade han med början 1938 en stor anläggning för Flygtekniska försöksanstalten på Ulvsunda industriområde. I slutet av 1940-talet efterträdde han sin far som Postverkets chefsarkitekt och ritade som sådan en lång rad posthus och postterminaler runtom i Sverige. Ett av dem var det numera rivna Stockholms Bangårdspostkontor på Norrmalm som byggdes 1943 i funktionalistisk stil.
Utöver posthusen blev Lallerstedt känd för några större kontorsbyggnader i Stockholms innerstad. Här kan nämnas Vasahuset vid Vasagatan, ett stort komplex i glas och betong invigt 1960, och en av Hötorgsskraporna (nr 4) som blev klar år 1962. Han hade egen arkitektverksamhet till 1972 och arbetade därefter som konsult.

## Verk i urval
- Posthuset i Borgholm, 1942.
- Posthuset i Östersund, 1944–1945. [10]
- Posthuset i Borås,1946.
- Stockholms Bangårdspostkontor, 1946.
- Postkontor, Kalmar, 1947.
- Postkontor, Bromma, 1948.
- Postkontoret i Johanneshov (Gullmarsplan), 1949.
- Postkontor, Katrineholm, 1951.
- Postkontoret i Hägerstensåsen, 1951.
- Postkontor, Norrtälje, 1951.
- Postkontor, Skellefteå, 1952.
- Posthuset i Luleå, 1953.[11]
- Posthuset i Karlstad, 1954.
- Postkontor, Nässjö, 1955.
- Postkontor, Sundsvall, 1955.
- Postkontor, Västerås 1955.
- Falbygdens sjukhus, Falköping, 1955–61.
- Diakonihuset, flerbostadshus, Erstagatan 1, Stockholm 1956–1958.
- Gullberna mentalsjukhus, Karlskrona 1957.
- Vasahuset, Stockholm, 1960
- Hötorgshus 4 ("Fjärde Hötorgsskrapan"), Stockholm, 1962.
- Postkontor, Lidköping, 1962.

## Bilder

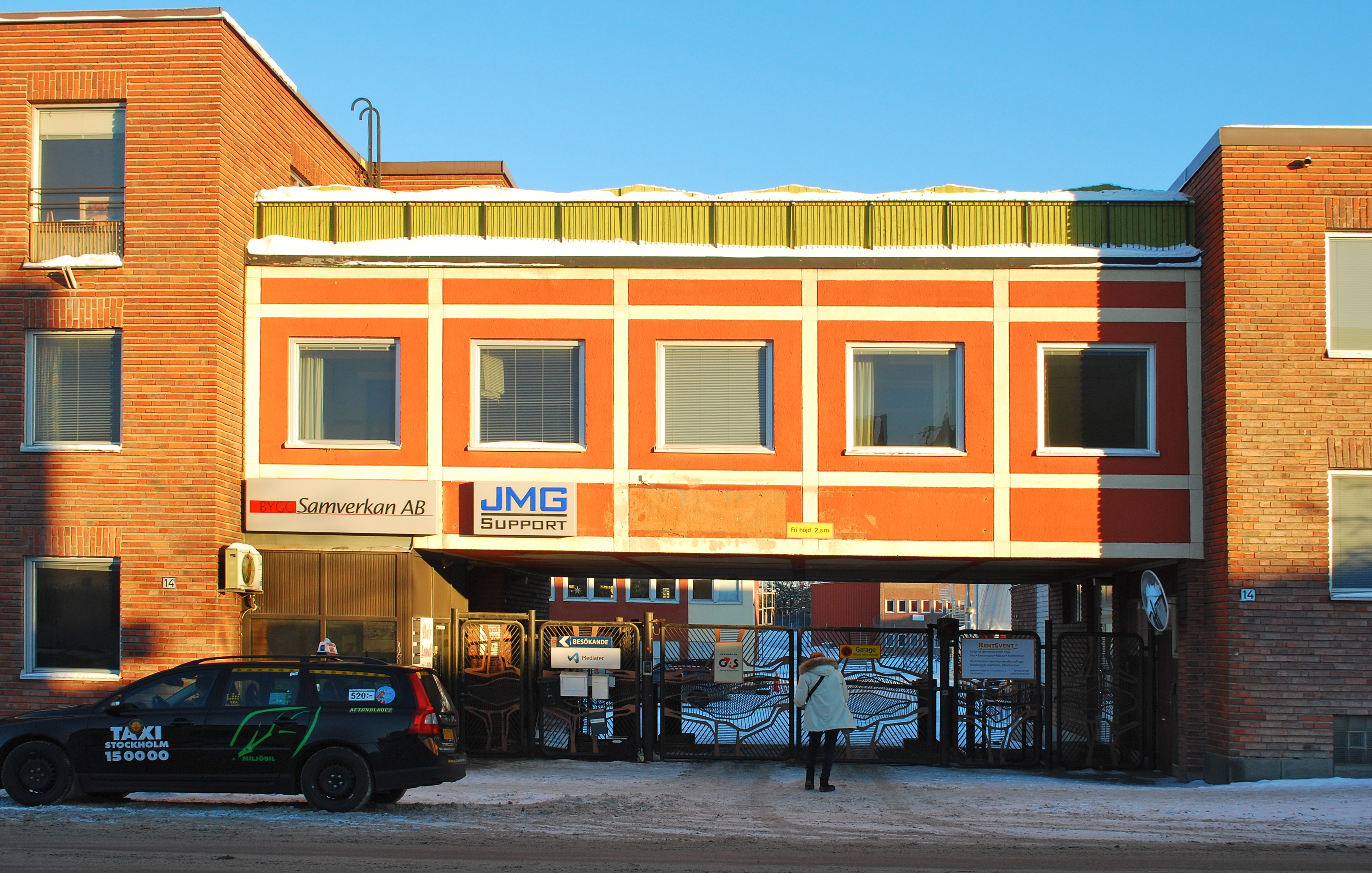
Entrén till Flygtekniska försöksanstaltens forna byggnad i Bromma.
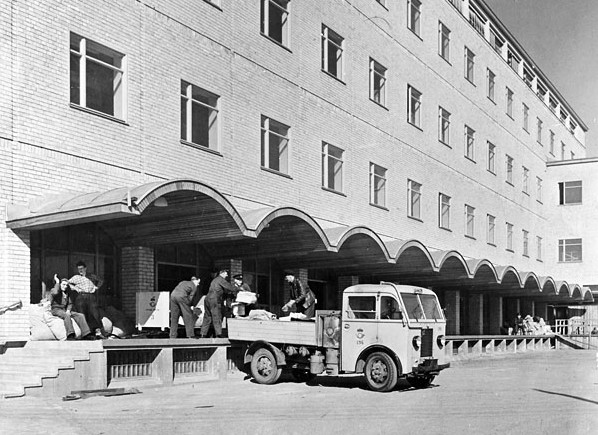
Stockholms Bangårdspostkontor (Stockholm Ban), rivet 1984.
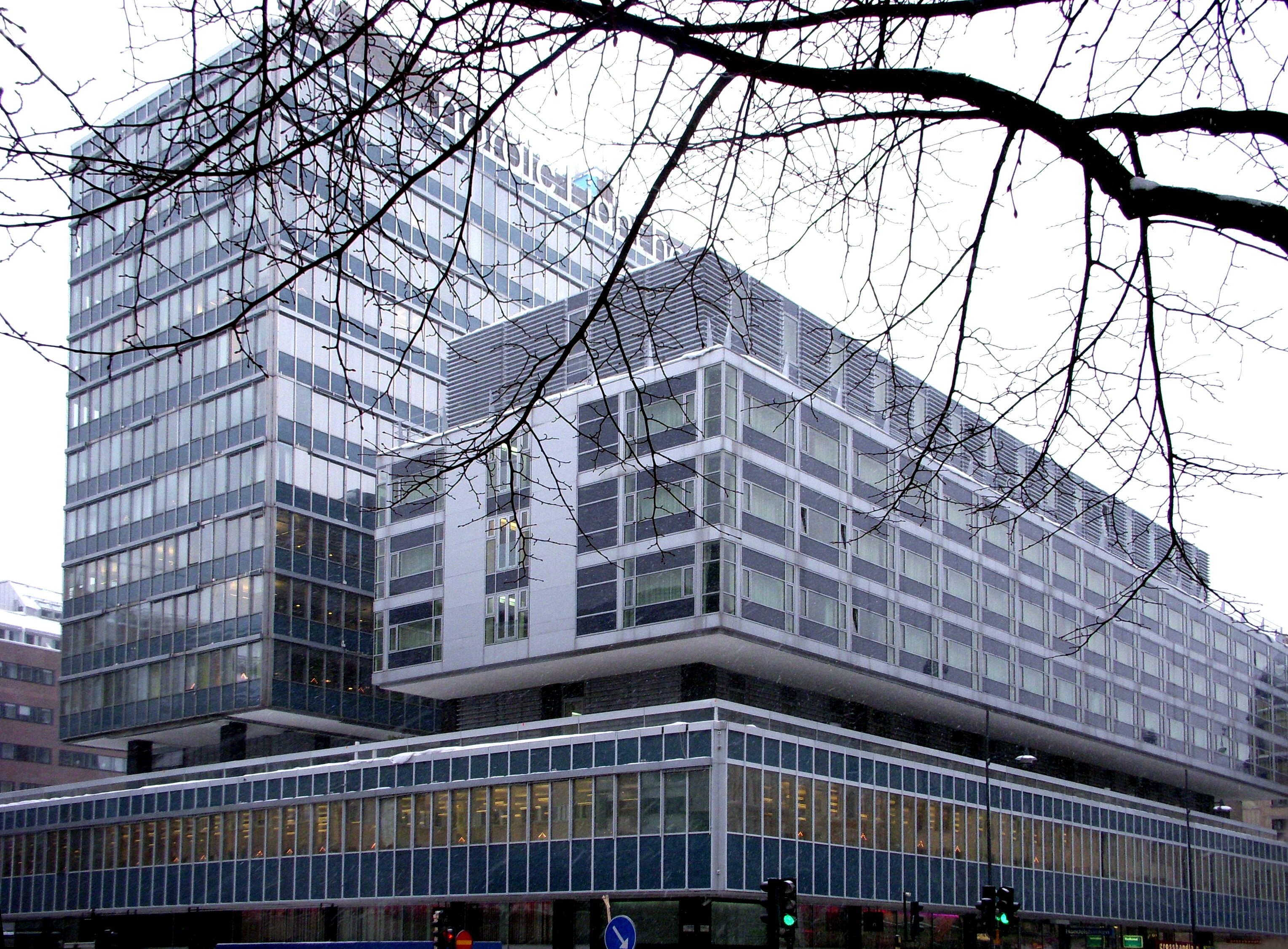
Vasahuset, Stockholm. Över låghusdelen till höger ses en senare påbyggnad.
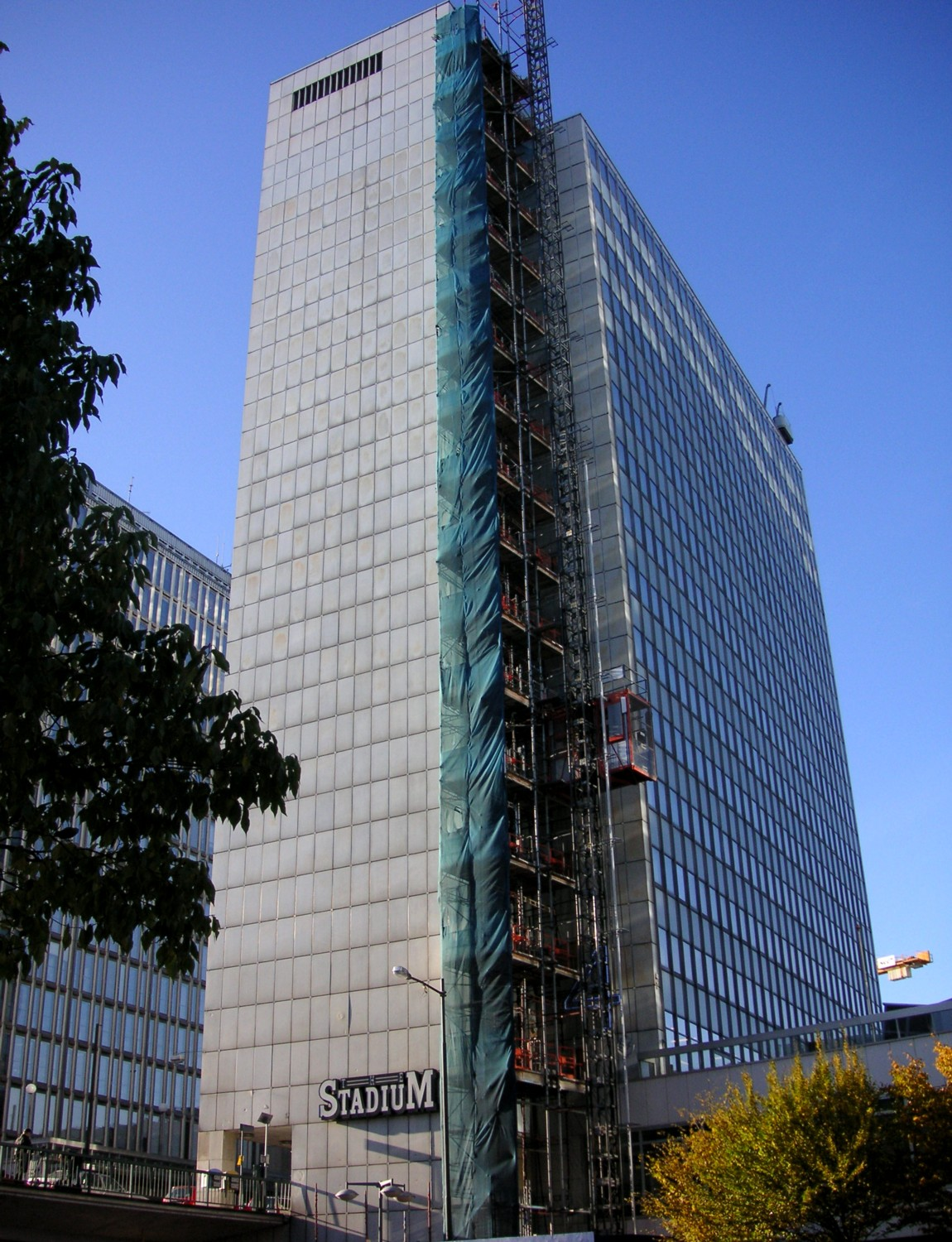
Hötorgsskrapan nr 4.
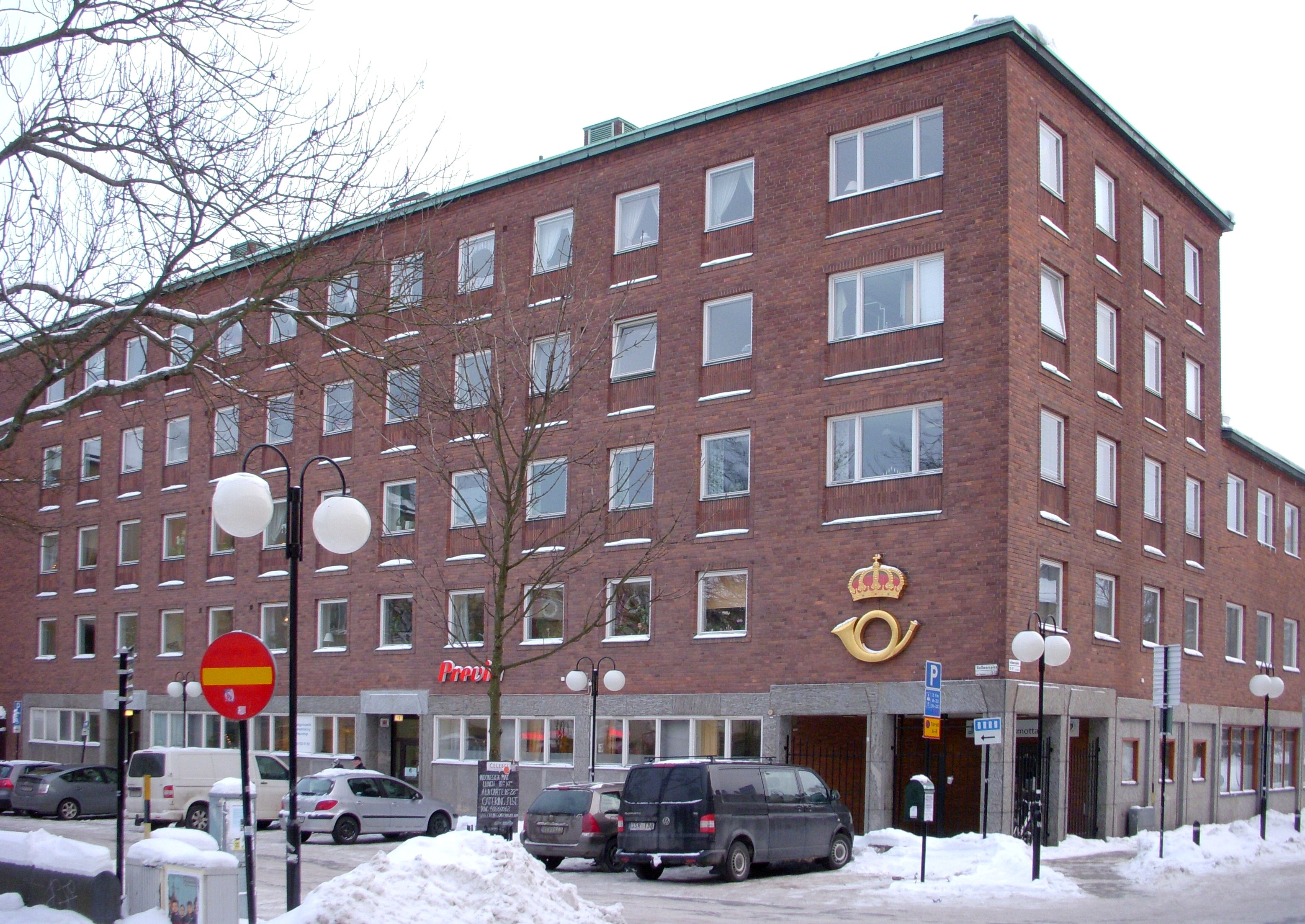
Posthuset Gullmarsplan, Johanneshov.
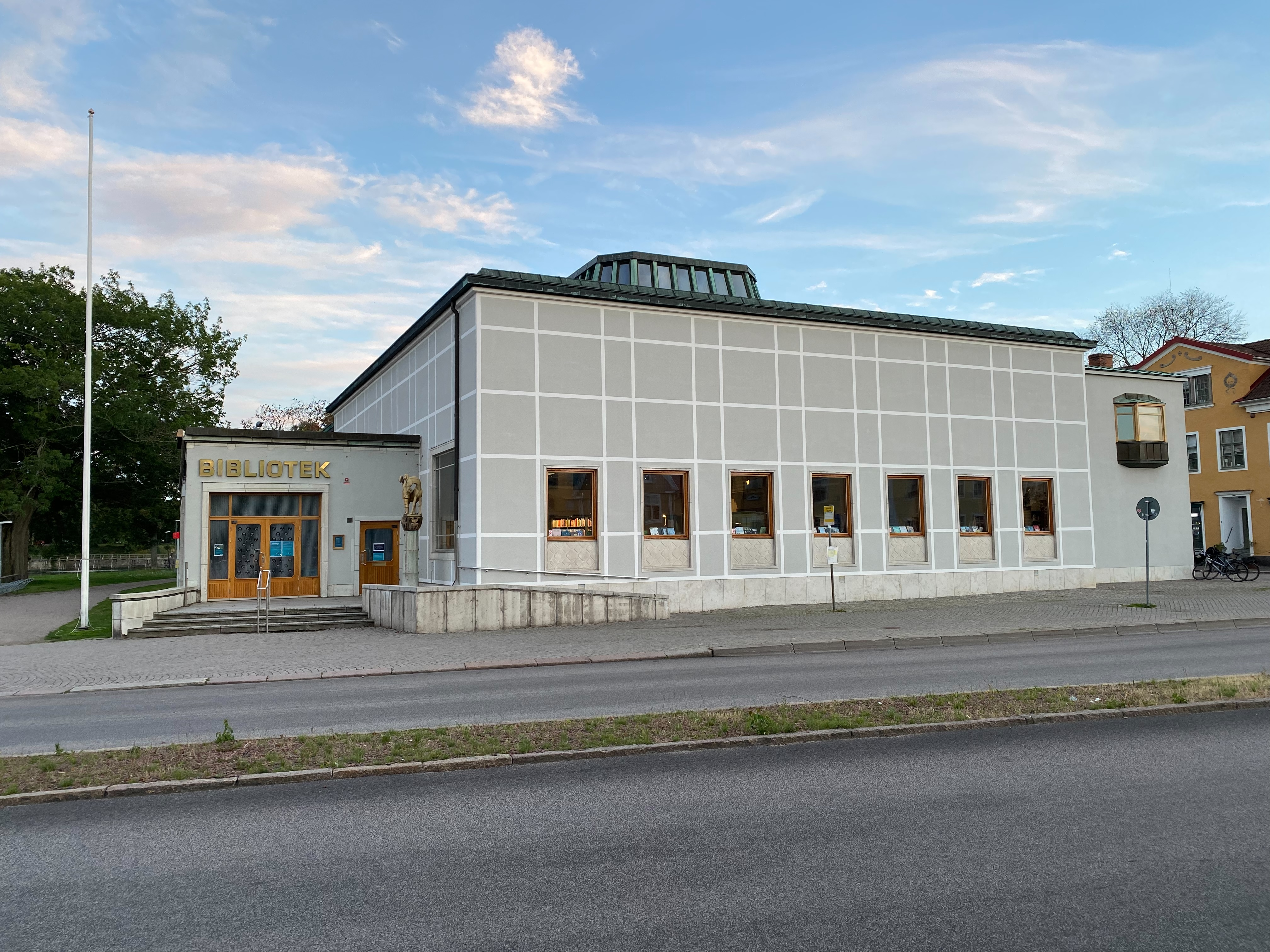
Posthuset i Kalmar, numera bibliotek